# Rémécourt
Rémécourt település Franciaországban, Oise megyében. Lakosainak száma 75 fő (2022. január 1.). Rémécourt Noroy, Cuignières, Lamécourt és Saint-Aubin-sous-Erquery községekkel határos.

## Népesség
A település népessége az elmúlt években az alábbi módon változott:
| Lakosok száma | 96   | 86   | 81   | 79   | 78   | 76   | 76   | 75   | 75   |
|               | 2013 | 2015 | 2016 | 2017 | 2018 | 2019 | 2020 | 2021 | 2022 |